# Liste der Naturdenkmäler in Laurein
Die Liste der Naturdenkmäler in Laurein (italienisch Lauregno) enthält die sieben als Naturdenkmal ausgewiesene Objekte auf dem Gebiet der Gemeinde Laurein in Südtirol.
Basis ist das im Internet einsehbare offizielle Verzeichnis der Naturdenkmäler in Südtirol (Stand: 23. Januar 2015). Dabei kann es sich um botanische, geologische oder hydrologische Naturdenkmäler handeln. Die Reihenfolge in dieser Liste orientiert sich an der ID, alternativ ist sie auch nach dem Namen sortierbar.

## Liste
| Foto |                 | Name                                   | Standort                    | Beschreibung                                    |
| ---- | --------------- | -------------------------------------- | --------------------------- | ----------------------------------------------- |
| BW   | Datei hochladen | Trössstua ID: 043_G01                  | 46° 29′ 3″ N, 11° 2′ 57″ O  | Hydrologisches Naturdenkmal: Markanter Findling |
| BW   | Datei hochladen | Eichenhain beim Unteregger ID: 043_G02 | 46° 27′ 18″ N, 11° 4′ 21″ O | Botanisches Naturdenkmal: Eichenhain            |
| BW   | Datei hochladen | Eichenhain beim Buchern ID: 043_G03    | 46° 27′ 3″ N, 11° 3′ 51″ O  | Botanisches Naturdenkmal: Eichenhain            |
| BW   | Datei hochladen | Stuanrindlplatz ID: 043_G04            | 46° 29′ 14″ N, 11° 3′ 16″ O | Hydrologisches Naturdenkmal: Niedermoor         |
| BW   | Datei hochladen | Cloz-Moos ID: 043_G05                  | 46° 29′ 54″ N, 11° 2′ 25″ O | Hydrologisches Naturdenkmal: Niedermoor         |
| BW   | Datei hochladen | Hofmahdmoos ID: 043_G06                | 46° 30′ 24″ N, 11° 2′ 47″ O | Hydrologisches Naturdenkmal: Niedermoor         |
| BW   | Datei hochladen | Weissalmmoos ID: 043_G07               | 46° 30′ 27″ N, 11° 2′ 6″ O  | Hydrologisches Naturdenkmal:                    |

| Foto: | Fotografie des Naturdenkmals. Klicken des Fotos erzeugt eine vergrößerte Ansicht. Daneben finden sich zwei Symbole: |
| ID    | Identifikator bei der Abteilung Natur, Landschaft und Raumentwicklung der Südtiroler Landesverwaltung               |